# 地産
株式会社地産（ちさん）は、かつて存在した日本の不動産会社である。30社以上の企業で構成される地産グループの中核企業であった。渋谷を拠点にビジネスホテルチェーンやゴルフ場の運営など多角的に事業を行っていたが、2002年に経営破綻した。倒産後はアメリカの投資ファンドローンスターにより事業が分割され、パチンコ機器メーカー平和の傘下である資産管理会社「PGMプロパティーズ」となっている。

## 概要
地産の創業は1951年3月で、実業家の竹井博友が設立した不動産会社 「竹井産業」が始まりである。1965年9月に株式会社へ改組して商号を「株式会社地産」に改め、渋谷区神宮前6丁目の明治通り沿いに本社ビルを新築して本社をそれまでの青山から移転した。
ゴルフ場開発を手始めに事業拡大をすすめ、ゴルフ場 「チサンカントリークラブ」を開発して運営、ビジネスホテル 「チサンホテル」を各地で開業、マンション「アルコート」を分譲、オフィスビルを賃貸した。
地産グループは、株の買い占めなどで積極的に企業を買収した。1976年に岩手県のスキー場「岩手高原スキー場」などを経営する東洋観光興業（現・オリックス不動産）を買収して「地産トーカン」と改称した。ほかに食品加工会社エルエムフーズ、平田紡績などを買収した。グループ売り上げ高は最盛期の1990年12月期に記録した約723億7,700万円であった。
竹井は、バブル期に地産に債務保証させて盛んに投機して多額の債務を生じさせた。竹井と地産は国際航業株をめぐる光進事件で摘発された仕手グループ光進の有力な資金源となっていた。竹井は55億円の利益を隠して33億円を脱税した所得税法違反容疑で、1991年6月に東京地検特捜部に逮捕され、翌年に実刑判決を受けて収監された。地産は住専の地銀生保住宅ローンの大口貸出先であり、多額の不良債権を負っていた。
竹井の実子である竹井博史が社長として跡を継いだが、1,800億円以上の債務にスキャンダルによる信用の失墜が重なり、2002年8月に東京地方裁判所に会社更生法の適用を申請し、負債総額3,207億円で倒産、経営破綻した。経営破綻時は従業員数647人で、ビジネスホテル29店、リゾートホテル、日本国外2ヵ所を含むゴルフ場「チサンカントリークラブ」19ヵ所を運営していた。
1980年代から1990年代前半にかけて日本テレビ系列『NNN日曜夕刊』のスポンサーとなっていた。ただし、他系列の番組を多く放送していた地域（青森放送（1991年9月まで）・秋田放送・山形放送・山梨放送・北日本放送・福井放送・日本海テレビ（1989年9月まで）・山口放送・四国放送・南海放送・高知放送など）ではスポンサーが差し替えられ、CMは放送されなかった。

## 経営破綻
経営破綻後はアメリカの投資ファンドローンスターが支援企業となった。経営破綻直前の事業費率はホテル事業46.8％、ゴルフ場事業38.7％、不動産事業14.5％であったが、ローンスターは地産が保有していた事業のホテル事業とゴルフ場事業を分割した。ホテルはチサンホテルの統括企業のひとつであったユニゾンホテルアンドリゾーツ社を買収して傘下に買収ホテルを集約、ゴルフは2003年にパシフィックゴルフグループ社を設立して資産管理した。
竹井博友は地産破産後の2003年7月に死去した。本社ビルは解体後、跡地に香港の不動産投資会社ヴェロックスが商業ビルを2006年に竣工させ、現在はアウディの旗艦店「アウディフォーラム東京」などが入居している。

### ホテル事業
パシフィックゴルフグループインターナショナルホールディングス社は、2004年に「ソラーレ ホテルズ アンド リゾーツ」と改称した。現在もローンスターの傘下企業として日本国内で70余りのホテルを運営・管理しており、『チサンホテル』の名称もブランドとして引き続き使用している。

### ゴルフ事業
パシフィックゴルフグループは資産管理を目的とした子会社、パシフィックゴルフプロパティーズ（PGP）社を2004年2月に設立した。PGP社は設立翌月、資産管理を目的に存続していた株式会社地産などを子会社化している。
同年12月にゴルフ場事業を統括する持株会社としてパシフィックゴルフグループインターナショナルホールディングス（PGIH）社が設立され、PGIH社は2010年7月にPGMホールディングスと改称とした。
2011年12月にパチンコ機器メーカーの平和がPGMホールディングスへTOBを実施して買収し、ローンスターに代わる新たな所有者となった。株式会社地産の登記上の存続会社は、PGMホールディングス傘下の資産管理会社 「PGMプロパティーズ」となっている。